# 那满镇
那满镇，是中华人民共和国广西壮族自治区百色市田阳区下辖的一个乡镇级行政单位。

## 行政区划
那满镇下辖以下地区：
三同村、内江村、自强村、大成村、治塘村、百敢村、新立村、露美村、光琴村、新楼村、新生村、新仑村和新层村。